# Fernando Peres
Fernando Peres da Silva (ur. 8 stycznia 1943 w Algés, zm. 10 lutego 2019 w Lizbonie) – portugalski piłkarz, grywał na pozycji ofensywnego pomocnika. Uczestnik oraz brązowy medalista mistrzostw świata z roku 1966.

## Kariera
W wieku 20 lat rozpoczął karierę piłkarza w CF Os Belenenses, gdzie przebywał przez rok. Następnie trafił do Sportingu Portugal, z którym sięgnął po tytuł mistrza Portugalii w sezonie 1965/66. W 1967 r. trafił do Academiki Coimbra. W reprezentacji zadebiutował 4 czerwca 1964 w zremisowanym meczu z reprezentacją Anglii (1–1). W 1966 r. został powołany na MŚ 1966, które odbywały się w Anglii. Na tym Mundialu, on, jak i Américo Lopes, Manuel Duarte oraz João Lourenço, nie zagrał ani jednego meczu. Ostatni mecz w reprezentacji narodowej rozegrał 9 czerwca 1972 w meczu przeciwko reprezentacji Brazylii – w turnieju Independence Brazil Cup.

## Osiągnięcia
- Uczestnik i brązowy medalista Mundialu 1966
- Mistrz Portugalii (1x ze Sportingiem CP – 1966)
- Puchar Portugalii (2× ze Sportingiem CP – 1970/71, 1972/73)
- Campeonato Brasileiro Série A (1x z CR Vasco da Gama – 1974)
- Campeonato Pernambucano (1x ze Sport Club do Recife – 1975)